# Ланцуцкий, Эдвард
Эдвард Ланцуцкий (пол. Edward Łańcucki; 11 сентября 1924, Скалат — 29 сентября 2020, Варшава) — польский военачальник, бригадный генерал Войска Польского, доктор военных наук (1965).

## Биография
Родился в семье солдата Польских легионов. Участник Второй мировой войны, Принимал участие в операциях Армии Крайовой. В марте 1944 года добровольно вступил в Польскую Народную Армию в Скалате, окончил офицерскую школу бронетанковых войск в Ульяновске на Волге. Принимал участие в Бушинско-Пражской операции в составе 2-й танковой бригады в должности командира танка Т-34.
После войны был направлен в Офицерскую школу бронетанковых войск в Модлине, которую окончил в 1945 году и получил звание младшего лейтенанта бронетанкового корпуса. В 1953—1965 годах служил преподавателем в Академии Генерального штаба Войска Польского.
Затем занимал должность начальника штаба танковой дивизии (1965—1969). Командовал дивизией в 1969—1971 годах. Звание бригадного генерала ему было присвоено в октябре 1970 года. Командуя 16-й Кашубской танковой дивизией, принял участие в подавлении протестных выступлений рабочих в декабре 1970 года.
Был руководителем Совета боевой подготовки — заместителем начальника Инспекции подготовки Министерства национальной обороны (1971—1980) и представителем Польской Народной Республики в Международной комиссии по контролю и надзору в Корее, в ранге полномочного министра (1980—1981).
В первые дни военного положения в Польше — полномочный представитель Комитета национальной обороны, военный комиссар при Министерстве, вскоре был уволен с этой должности. Следующие 4 года службы оставался в распоряжении Министерства национальной обороны.